# NGC 4773/2
NGC 4773/2 је елиптична галаксија у сазвежђу Девица која се налази на NGC листи објеката дубоког неба.
Деклинација објекта је - 8° 38' 43" а ректасцензија 12h 53m 35,8s. Привидна величина (магнитуда) објекта NGC 4773 износи 14,9 а фотографска магнитуда 15,9. NGC 47732 је још познат и под ознакама MCG -1-33-42, PGC 43811.